# Jeremías Caggiano
Jeremías Emanuel Caggiano (Mar del Plata, Argentina, 15 de marzo de 1983) es un exfutbolista argentino.

## Trayectoria

### Independiente de Avellaneda
Debutó en el clausura en el año 2002 contra Gimnasia defendiendo la camiseta de Independiente bajo el mando de Américo Gallego. Cuando debutó llevó el número 36 luego jugó con el 14, jugó al lado de jugadores como Gabriel Milito, Daniel Montenegro, Federico Insúa y Sergio Agüero.

### Huracán de Tres Arroyos
En 2004 llegó a Huracán de Tres Arroyos, equipo recientemente ascendido a Primera División. En esa temporada fue el goleador del globo anotando una gran cantidad de goles y quedando en la historia del equipo de Tres Arroyos. Lamentablemente ese año descendió de categoría volviendo al Huracán a Segunda División de Argentina.

### Guingamp
En 2006 empezó muy bien para Caggiano, pues alistó sus maletas y partió hacia Francia, donde lo esperaba el Guingamp de la Ligue 2, donde fue presentado con el número 18. Con el equipo galo marcó 11 goles en 34 partidos y jugó al lado de Laurent Koscielny.

### Estudiantes de la Plata
Fue cedido en el segundo semestre del 2007 a Estudiantes de La Plata, jugando con jugadores con Juan Sebastián Verón, Mariano Andújar y Pablo Piatti.

### Albacete
Fue enviado a préstamo al Alabacete pero no tuvo mayor fortuna, jugó al lado de sus compatriotas Esteban Buján, Pablo Calandria y Matías Alustiza.

### Universidad Católica
Se hizo conocido en Chile debido a que el exentrenador de Colo-Colo, Claudio Borghi, siempre lo quiso en su plantel,[cita requerida] sin embargo, nunca se concretó su llegaba al equipo albo. En el segundo semestre de 2008, Universidad Católica lo contrató. En el equipo cruzado debutó con un gol en el clásico ante Colo-Colo. Jugó al lado de Gary Medel y su compatriota Damián Luna.

### Gimnasia y Esgrima de Jujuy
En 2009, llegó a Gimnasia y Esgrima de Jujuy.

### Macará
Luego de la poca continuidad tuvo que buscar otros horizontes. Esta vez enrumbó a Ecuador para jugar por el Deportivo Macará. Allí descendió con el elenco ambateño a la Serie B ecuatoriana.

### Sport Boys
En 2011 se convirtió en el nuevo fichaje del Sport Boys de la Primera División del Perú. Ese año fue entrenado por Miguel Company y Alberto Castillo. A pesar de la total confianza que le tenían, en 21 partidos solo pudo anotar 1 gol, siendo uno de los criticados por la prensa peruana y la hinchada misilera.

### Londrina
Se fue a Brasil a jugar el Campeonato Brasileño de Serie D. Ese año el equipo brasileño se armó bien en calidad, teniendo a jugadores como el uruguayo Mathías Cardacio y Wendell.

### Deportivo Anzoategui
En agosto de 2012 se incorporó al Deportivo Anzoátegui de Venezuela logrando el bicampeonato (Copa Venezuela y Campeonato regular) aportando 9 goles, siendo el 2.º goleador del equipo aurirrojo.

## Clubes
| Club                        | País      | Año       |
| --------------------------- | --------- | --------- |
| Independiente               | Argentina | 2002-2004 |
| Huracán de Tres Arroyos     | Argentina | 2004-2005 |
| Independiente               | Argentina | 2005      |
| Guingamp                    | Francia   | 2006-2007 |
| Estudiantes de La Plata     | Argentina | 2007      |
| Albacete                    | España    | 2008      |
| Universidad Católica        | Chile     | 2008-2009 |
| Gimnasia y Esgrima de Jujuy | Argentina | 2009-2010 |
| Macará                      | Ecuador   | 2010      |
| Sport Boys                  | Perú      | 2011      |
| Londrina                    | Brasil    | 2012      |
| Deportivo Anzoategui        | Venezuela | 2012-2013 |
| Brown de Adrogué            | Argentina | 2013-2014 |
| Deportivo Español           | Argentina | 2014-2015 |
| Camioneros                  | Argentina | 2015-2016 |
| Berazategui                 | Argentina | 2016-2017 |